# Farside Seismic Suite

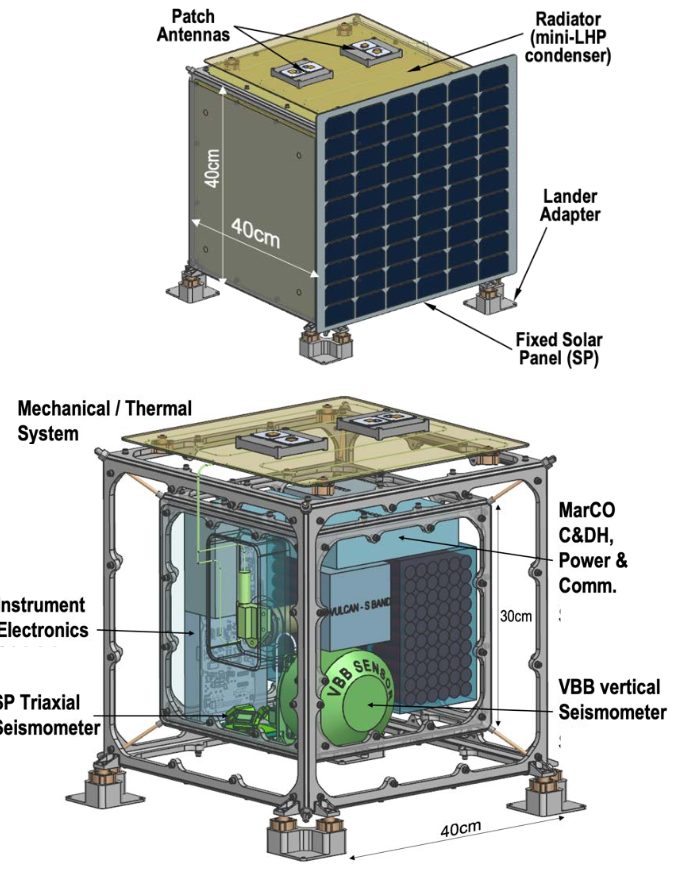
Schéma externe et interne de l'instrument Farside Seismic Suite.

Farside Seismic Suite (en français Suite sismique de la face cachée), également désigné par son acronyme FSS, est un instrument développé par l'agence spatiale américaine, la NASA, avec une contribution importante de l'agence spatiale française le CNES. Il comporte deux sismomètres qui doivent être déposés  vers 2025 dans le cratère de Schrödiger, près du pôle sud de la Lune sur la face cachée de celle-ci. L'instrument a pour objectif de déterminer si la sismologie sur la face cachée est différente de sa face visible, comment les impacts sculptent la croûte lunaire et quel est le taux d'impact actuel des micrométéorites. L'instrument qui doit être déposé à la surface de la Lune par un engin commercial développé dans le cadre du programme CLPS dispose de sa propre source d'énergie et de son propre système de communications. La durée de la mission est de quatre mois.

## Les sismomètres du programme Apollo
La Lune semble avoir des caractéristiques sismologiques très différentes de celles de la Terre. Plusieurs sismomètres ont été installée par les astronautes des missions Apollo  (1969-1973) près des sites d'atterrissage situés sur la face visible de la Lune. Presque tous les tremblements de terre, qui ont pu être localisés, semblent avoir pour origine la face visible de la Lune. Mais les scientifiques n'ont pas pu déterminer jusqu'à présent si cette asymétrie était due à l'atténuation des signaux en provenance de la face cachée de la Lune par le manteau ou si elle était liée à la structure de la Lune.
Les sismomètres du programme Apollo  étaient très sensibles mais les résultats restitués étaient limités par le processus très grossier de numérisation des données. La mission Farside Seismic Suite doit permettre de bénéficier des progrès instrumentaux avec une numérisation des données sur 24 bits, une meilleure sensibilité.

## Site retenu: le cratère de Schrödinger
L'instrument Farside Seismic Suite doit être déposé dans le cratère de Schrödinger, un bassin d'impact  relativement jeune pour la Lune, car il remonte à environ 3,8 millions d'années. Ce cratère est un des rares sites à la surface de la Lune qui présente des traces relativement récentes d'activité volcanique. C'est la première fois que l'agence spatiale américaine posera un engin spatial sur la face cachée de la Lune, une première réalisée récemment par la Chine.

## Objectifs de la mission
Les trois objectifs de la mission sont les suivants :
- Étudier la structure interne de la Lune et déterminer les différences entre l'activité sismique de la face visible et celle de la face cachée. A cette fin l'instrument Farside Seismic Suite doit déterminer la fréquence de la sismicité sur la face cachée en mesurant au moins 50 événements ayant leur source sur cette face. Par ailleurs la mission doit mesurer le degré d'atténuation des ondes par le manteau en détectant au moins 10 événements sur la face visible.
- Comprendre comment la croute lunaire est affectée par la création d'un bassin d'impact. A cette fin l'instrument doit déterminer l'épaisseur des couches géologiques situées sous le cratère de Schrödinger en mesurant au moins 3 événements produisant une accélération > 5 x 10-9 m/s² dans la bande de fréquence 0,3-1 Hz (sismomètre SP) corrélé avec  une accélération de 2 x 10-10 m/s² dans la bande de fréquence 0,1 - 1 Hz (sismomètre VBB)
- Déterminer la fréquence d'impact des micrométéorites et le niveau de l'activité tectonique à l'échelle locale. Dans ce but l'instrument doit mesurer le bruit sismique avec une sensibilité 10 fois meilleure que les sismomètres du programme Apollo durant au moins un cycle lunaire jour/nuit (28 jours terrestres).

## Caractéristiques techniques

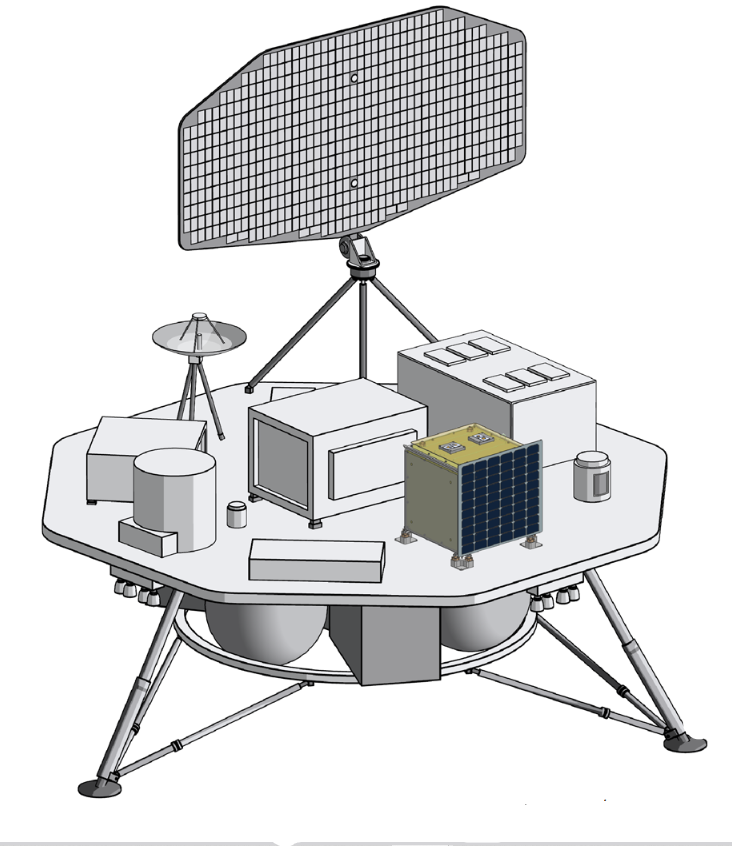
Vue d'ensemble de l'atterrisseur du programme CLPS qui doit transporter l'instrument à la surface de la Lune. FSS est le boitier en couleurs.

La partie instrumentale de FSS comprend le sismomètre vertical à très large bande VBBZ (Very Broad Band seismometer) fourni par le CNES et le sismomètre triaxial à courte période SP sous responsabilité conjointe du Royaume-Uni et des Etats-Unis. Ces deux instruments sont placés dans un container isolé thermiquement qui comprend également des systèmes de gestion de commandes, de production d'énergie et de communications permettant à FSS de fonctionner de manière autonome. Ce container de forme cubique fait 40 centimètres de côté. Il comprend sur une de ses faces verticales (le Soleil est constamment proche de l'horizon au niveau des pôles) des cellules solaires qui produisent l'énergie nécessaire pour faire fonctionner les équipements de l'instrument et sur sa face supérieure des antennes patch permettant de recevoir les commandes et de transmettre les données vers la Terre. VBBZ est une version modifiée de l'exemplaire de rechange de l'instrument SEIS de la mission InSight.

### Sismomètre VBBZ
Le sismomètre VBBZ est une version modifiée de l'exemplaire de rechange de l'instrument SEIS (VBB) développé par l'Institut de physique du globe de Paris (IPGP) pour la mission martienne InSight qui a été modifiée pour prendre en compte les caractéristiques de la Lune. Cet instrument extrêmement sensible permet de détecter des accélérations de quelques dizaines de nanomètres/s². Par rapport aux sismomètres du programme Apollo c'est un progrès d'un facteur 3 au pic de sensibilité et d'un ordre de grandeur loin de ce pic. Le sismomètre martien a été modifié : les ressorts ont été ajustés à la gravité lunaire plus faible et ils ont été placés en position verticale (au lieu de la position inclinée). Des ouvertures ont été pratiquées dans la cloche entourant le sismomètre pour permettre aux gaz de s'échapper (le vide règne à la surface de la Lune). En l'absence d'atmosphère il n'y a pas de problème de vibrations parasites comme celles générées par le vent sur Mars. Pour cette raison le sismomètre n'a pas besoin d'être déposé sur le sol, les ondes sismiques étant communiquées sans interférence à l'ensemble de l'atterrisseur.

### Sismomètre SP
Le sismomètre SP fourni par la société Kinemetrics résulte d'une collaboration entre l'Université d'Oxford et l'Imperial College de Londres. Il s'agit d'un instrument similaire à celui installé sur l'atterrisseur martien InSight. Les ressorts a été adapté à la force du champ de gravité lunaire et ont été placés dans une configuration différentes (3 composants inclinés au lieu de un vertical et deux horizontaux).

### L'atterrisseur lunaire SERIES-2
L'instrument FSS est installé sur le plateau de l'atterrisseur lunaire  SERIES-2 développé dans le cadre du programme CLPS qui transporte également deux autres instruments (masse totale 65 kilogrammes). L'atterrisseur est conçu par la société japonaise ispace technologies sur la base de ses petits atterrisseurs lunaires Hakuto-R qui a effectué un vol inaugural non réussi en 2023.

## Historique et déroulement de la mission
L'agence spatiale américaine, la NASA, décide en juin 2021 de développer l'instrument Farside Seismic Suite. La gestion du projet est confiée au Jet Propulsion Laboratory (JPL). En juin 2022, l'agence spatiale américaine sélectionne l'institut de recherche Draper de Cambridge pour le développement de l'atterrisseur SERIES-2  dans le cadre de son programme Commercial Lunar Payload Services. Le contrat souscrit porte sur un montant de 73 millions US$. En février 2023  l'Institut de physique du globe de Paris délivre le sismomètre VBBZ au JPL. L'établissement de la NASA doit assembler et tester l'instrument Farside Seismic Suite (FSS) en 2023-2024. Le lancement est programmé au premier semestre 2025. La mission a une durée initiale de quatre mois et demi et pourrait être prolongée jusqu'à atteindre 12 mois.
Les panneaux solaires peuvent fournir suffisamment d'énergie pour faire fonctionner l'instrument même avec une erreur de pointage par rapport au Soleil de 20°. Les sismomètres fonctionneront en continu (y compris durant les nuits lunaires). Des séances de communication avec la Terre seront programmées en journée.

Schémas des sismomètres
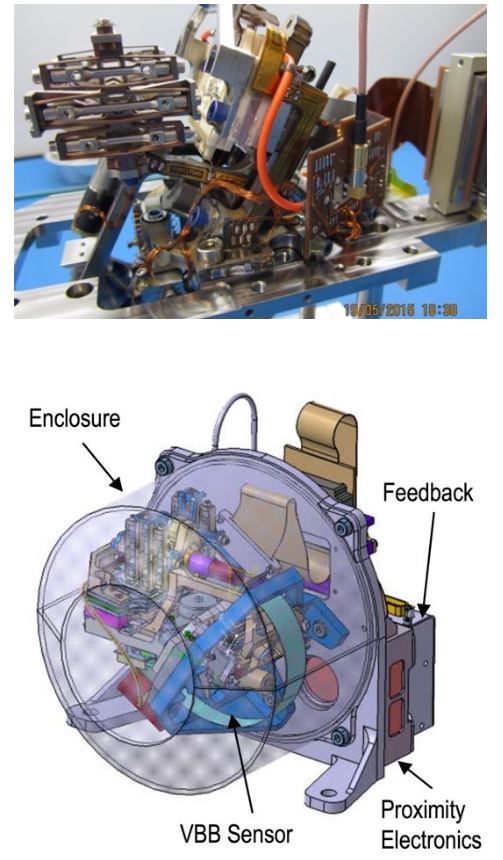
Vue interne et externe de VBBZ.
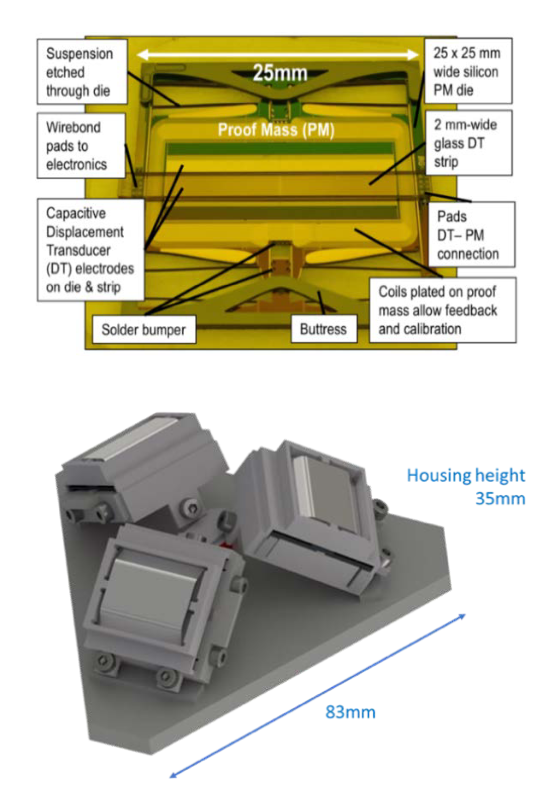
Vue interne et externe de SP.

### Documentation
- (en) M. P. Panning1, S. Kedar1, Panning, S. Kedar et N. Bowles « Farside Seismic Suite (FSS): Surviving the Lunar Night and delivering the first seismic data of the moon » (2022)  [PDF]
—53rd Lunar and Planetary Science Conference (lire en ligne)
- (en) Mark Panning, Sharon Kedar et Neil Bowles « Farside Seismic Suite (FSS): First-ever seismology on the farside of the Moon and a model for long-lived lunar science » (septembre 2022)  (DOI 10.5194/epsc2022-672, lire en ligne) [PDF]
—16th Europlanet Science Congress